# Mamadou Camara (Fußballspieler, 2002)
Mamadou Camara (* 15. Oktober 2002 in Dakar) ist ein senegalesischer Fußballspieler, der aktuell beim Erstligisten RC Lens unter Vertrag steht und zur AS Nancy ausgeliehen ist.

## Karriere

### Verein
Camara begann seine fußballerische Ausbildung im Senegal bei der AS Dakar Sacré-Cœur. Im Sommer 2021 wechselte er nach Frankreich zum RC Lens. Dort war er in der Saison 2021/22 Stammspieler bei der viertklassigen Zweitmannschaft, stand aber auch schon zweimal im Kader der Profis. Kurz nach Beginn der Saison 2022/23 wurde er an den Zweitligisten SC Bastia verliehen. Dort debütierte er am neunten Spieltag nach Einwechslung bei einem 1:0-Sieg über den FC Metz im Profibereich. Nach sechs Einsätzen bis Ende Januar 2023 wurde die Leihe abgebrochen und Camara kehrte nach Lens zurück.
In der Saison 2023/24 bestritt er zunächst ein Spiel für die zweite Mannschaft von Lens. Ende August 2023 wurde er für den Rest der Saison an den in die National 2, der vierthöchsten Spielklasse, abgestiegenen AS Nancy ausgeliehen.

### Nationalmannschaft
Im September 2022 kam Camara in zwei Freundschaftsspielen für die senegalesische U23-Nationalmannschaft zum Einsatz, wobei er zweimal traf und ein Tor vorlegte.